# Église Saint-Martial de Busserolles
Pour les articles homonymes, voir Église Saint-Martial.
L'église Saint-Martial est une église catholique située à Busserolles, en France.
Cette église romane des XIIe et XVe siècles fait l'objet d'une protection au titre des monuments historiques.

## Localisation
L'église Saint-Martial est située dans l'extrême-nord du département de la Dordogne, en Périgord vert, au cœur du village de Busserolles, dans la rue principale, face à la mairie.

## Histoire et architecture
L'église remonte au XIIe siècle et a été profondément remaniée au XVe siècle.
De l'édifice roman d'origine ne subsistent plus que le mur nord, le chœur nord et l'abside hémicirculaire qui lui fait suite.
La nef nord à trois travées comme la nef sud et ses quatre travées remontent au XVe siècle. Le clocher est établi au-dessus du chœur nord.
Le portail nord est de style limousin. Les deux nefs voûtées d'ogives sont séparées au centre par de très gros piliers sur lesquels des culs-de-lampe sculptés supportent les croisées.
L'église est inscrite au titre des monuments historiques par arrêté du 18 décembre 1958.

## Galerie de photos

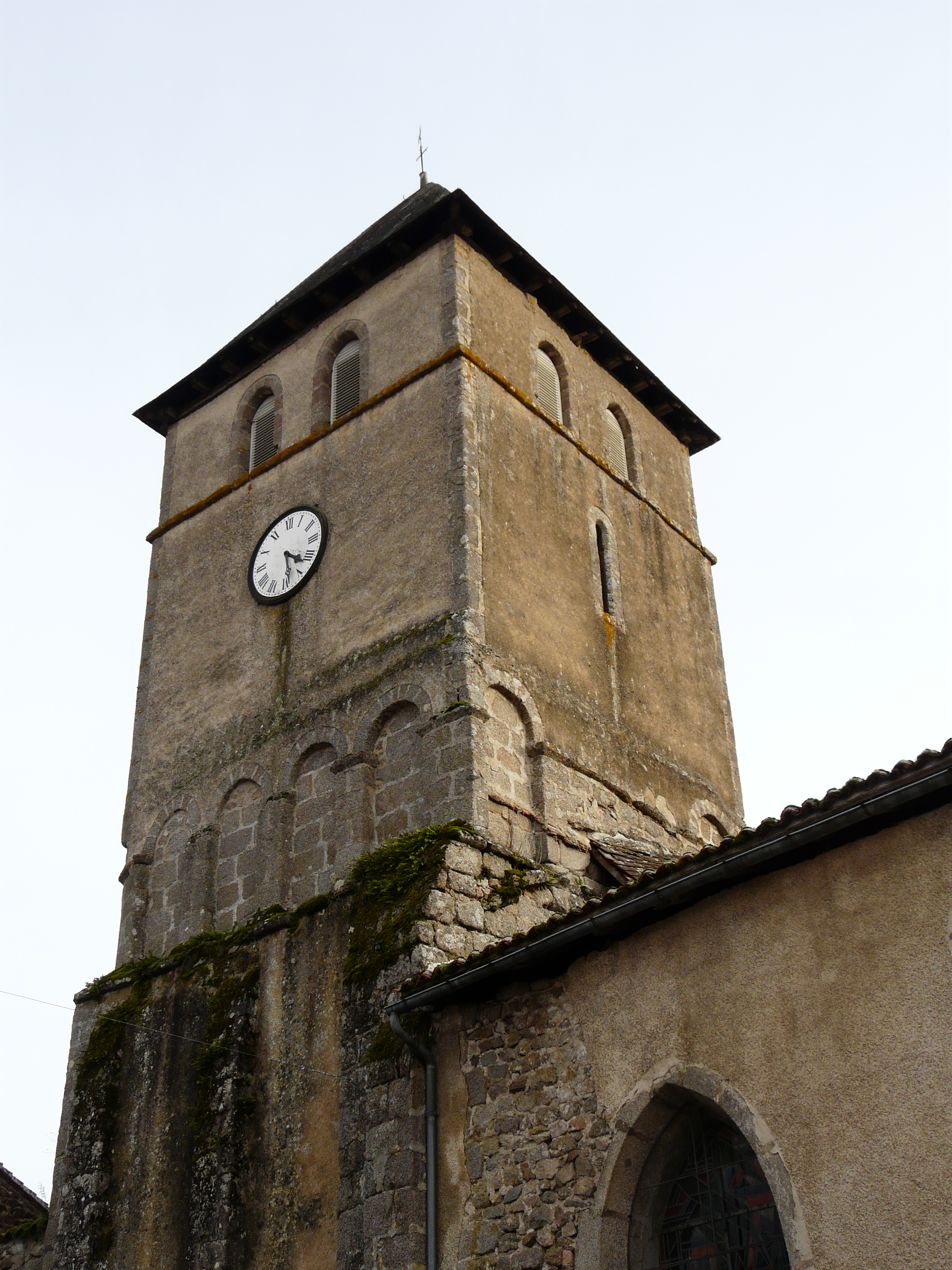
Le clocher.
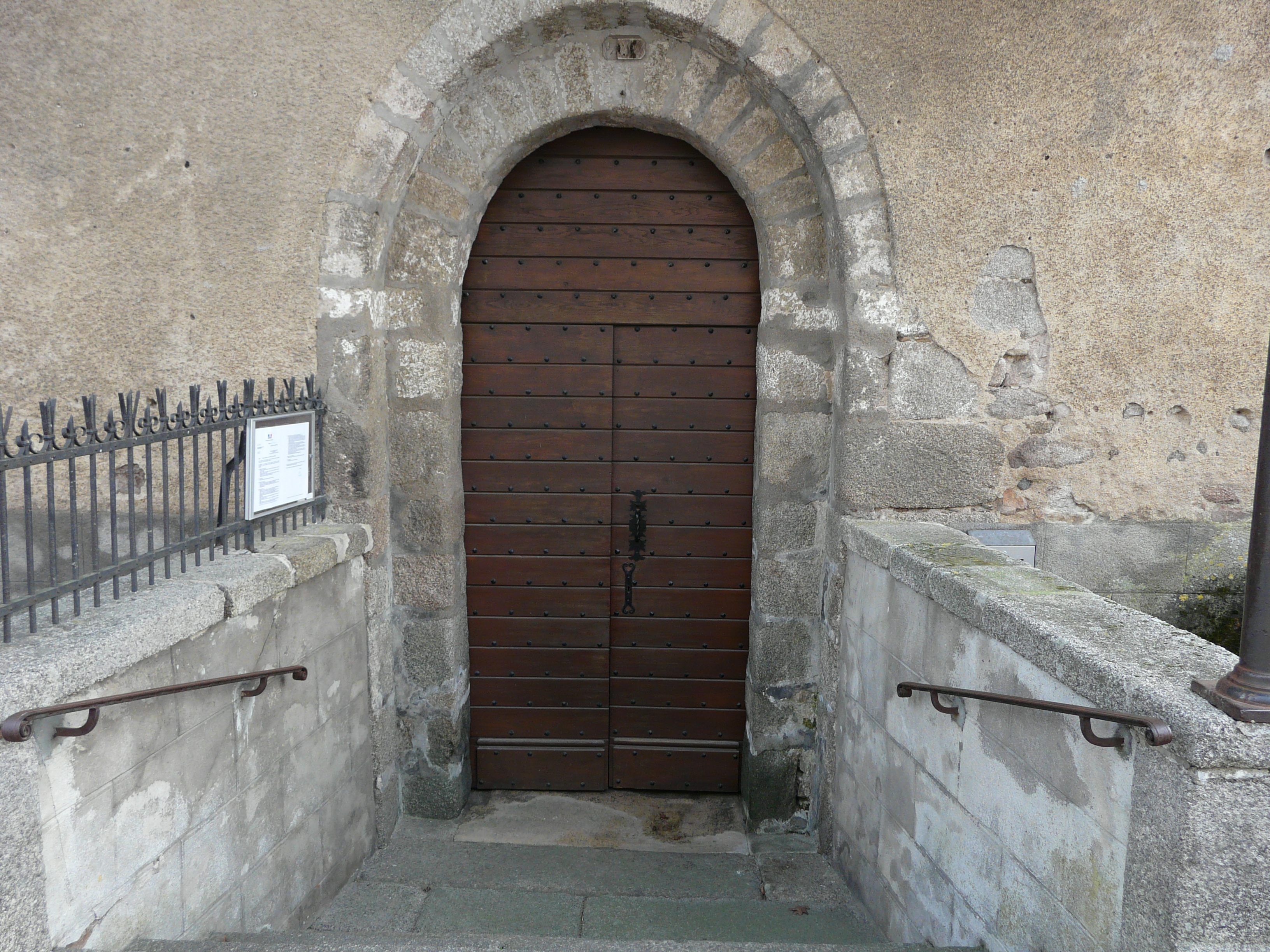
Le portail nord.
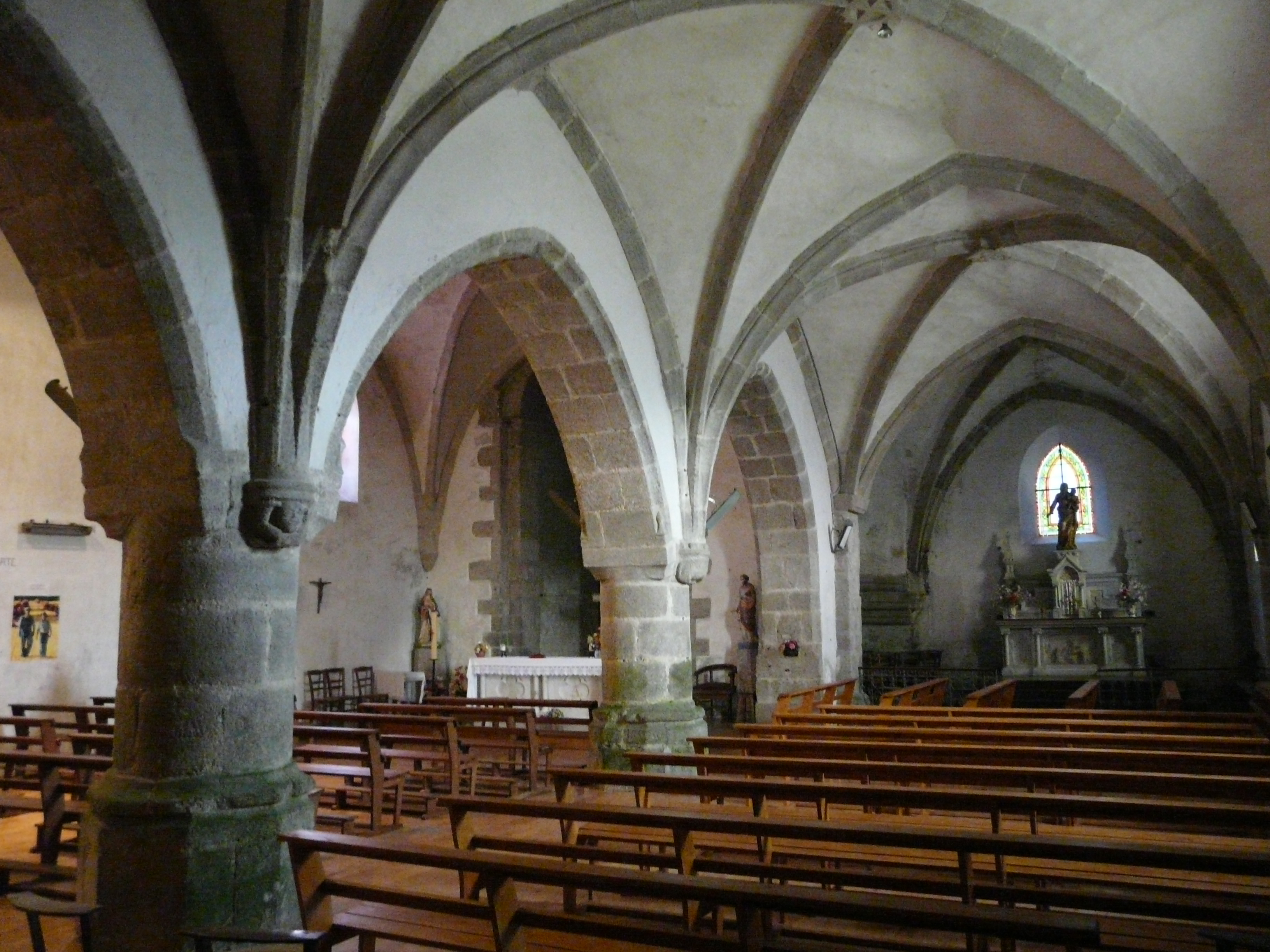
Les deux nefs.
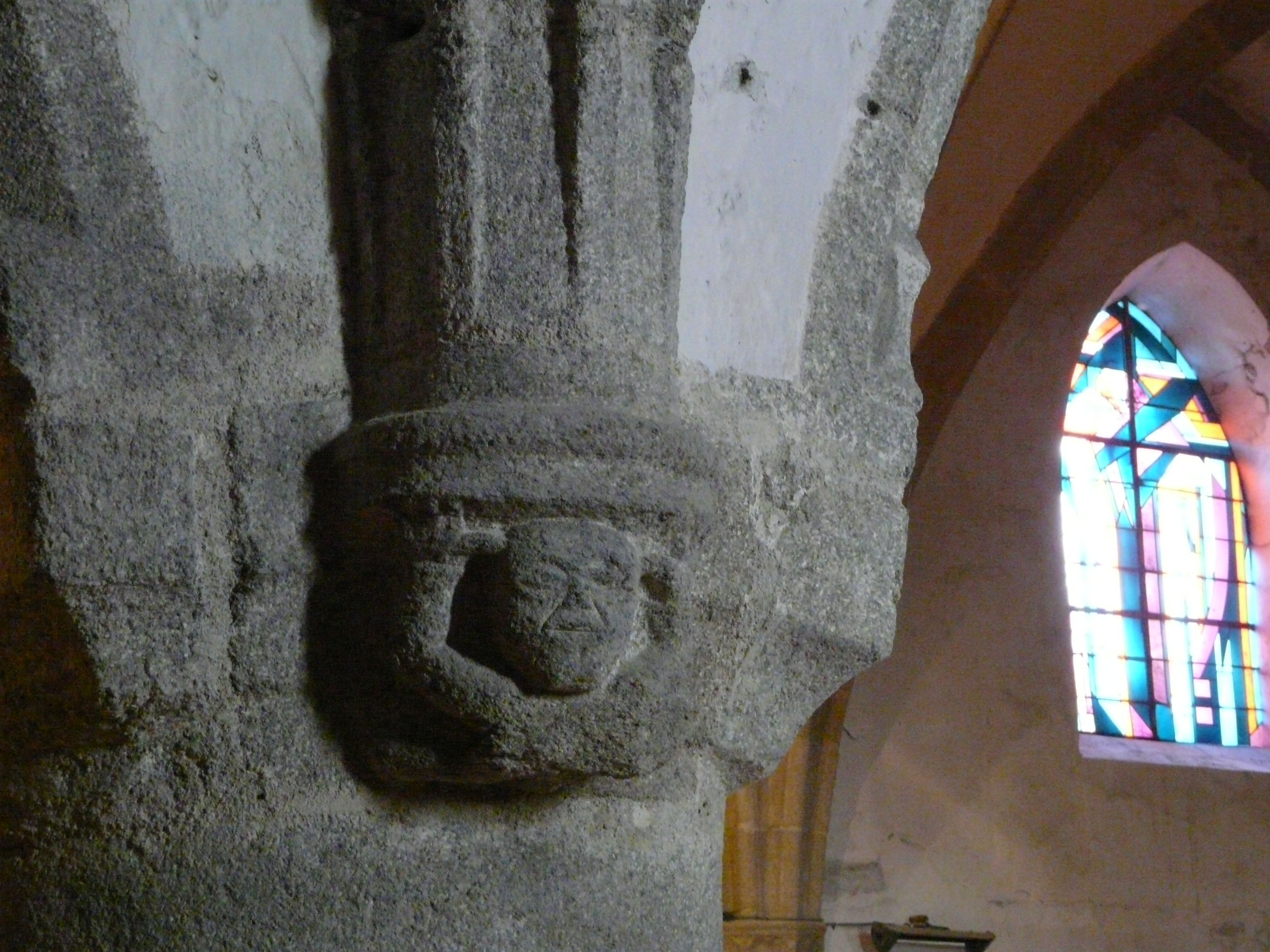
Cul-de-lampe sculpté.
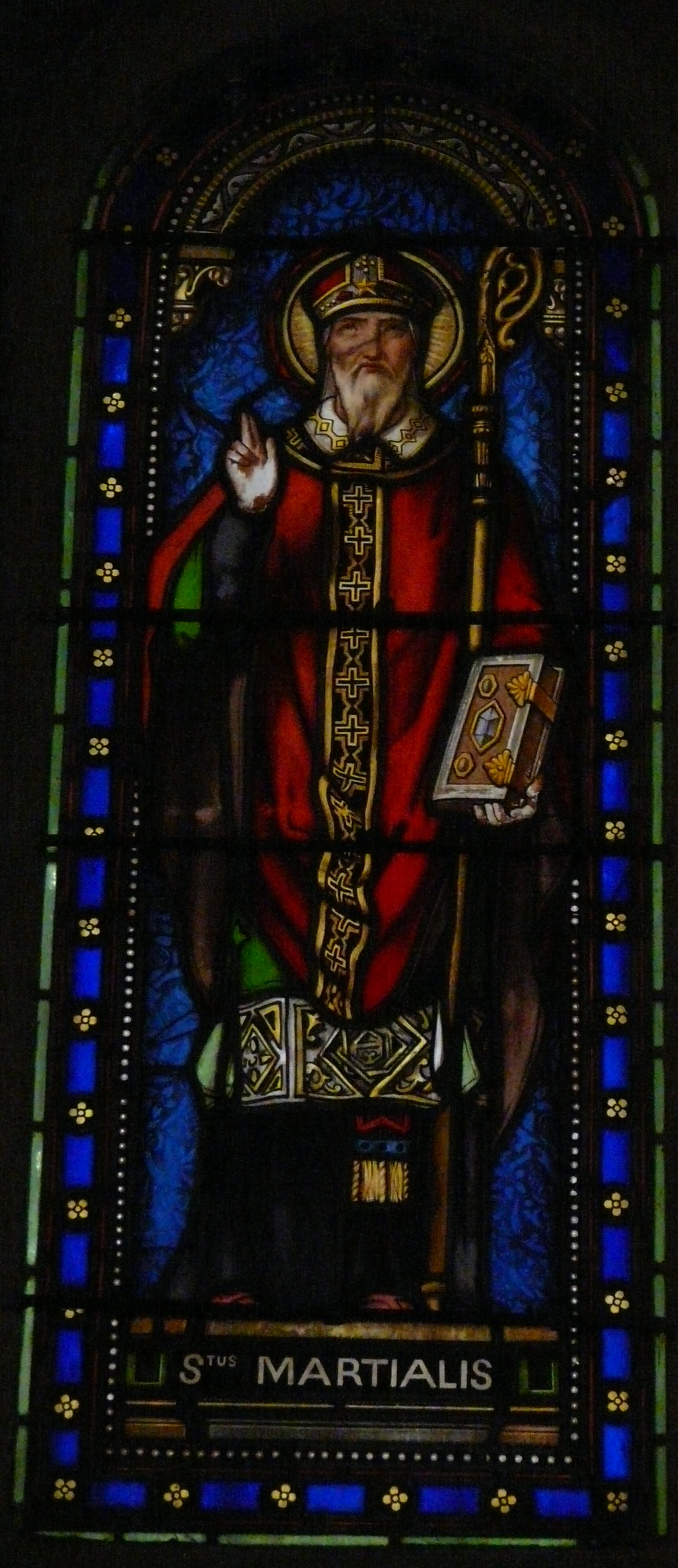
Vitrail de l'abside nord représentant saint Martial.